# 李屑清
李屑清（？—1945年），清朝末年民国著名实业家、收藏家、慈善家，北洋政府人物。

## 生平
祖籍浙江宁波府镇海县，生于上海。1903年，上海创办同余钱庄。1906年捐建上海基督教青年会会所。1907年，又于上海创办增盛地产股分有限公司，任总董（相当于今董事长）。辛亥革命后，他历任北京造币厂厂长，南京、天津中国银行副行长，天津造币局监督，上海沪北工捐局公董。亦在上海创办大业印刷公司，后由子李祖永接手。与子李祖永捐建复旦公学（今上海复旦大学）图书馆，取名“清永图书馆”。
二十年代末在上海创办了大元毛纺厂和大业印刷厂。
1945年农历正月十一逝世于上海。

## 家庭
小港李家第三代。上海巨商李也亭之孙，是坤房梅塘公第七子。
与堂弟实业家李如山合组“天、地、元、黄”四大房地产公司。是香港著名电影事业家李祖永之父。孙辈均移民美国，其中孙李名信、李名仪均为美籍华人知名建筑师。

## 收藏
李收藏宏富，鉴藏印是“屑清欢喜”，与张大千为友唱和，其故藏品常见于海内外各大拍卖行，近年有：
- 清陆恢1898年作《梅花溪馆》立轴，于2014年北京匡时国际拍卖23万元人民币成交[2]。
- 陆恢丁巳（1917年）作《秋山雨意》设色纸本立轴[12]。
- 张大千作《倚竹仕女》，为李屑清旧藏，2013年北京匡时以126.5万元成交[13]。
- 吴湖帆庚午（1930年）作《夏岭横云》水墨纸本立轴，2013年北京诚轩以230万元成交[7]。

## 遗物
- 李创办之“增盛地产”股票一张，为清末罕见地产原始股票实物，2014年以8.05万元成交[4]。